# Argiope luzona
Argiope luzona är en spindelart som först beskrevs av Charles Athanase Walckenaer 1842.  Argiope luzona ingår i släktet Argiope och familjen hjulspindlar.
Artens utbredningsområde är Filippinerna. Inga underarter finns listade i Catalogue of Life.